# Elena Spirgevičiūtė
Elena Spirgevičiūtė (n. 22 septembrie 1924, Kaunas, Lituania – d. 3 ianuarie 1944, Kaunas, Lituania) a fost o studentă lituaniană. A fost împușcată și ucisă de partizani sovietici pentru că a refuzat să-i satisfacă sexual. Unul dintre cei patru bărbați, Alfonsas Čeponis⁠(ru)[traduceți], a fost numit postum Erou al Uniunii Sovietice. Ea a fost o catolică devotată și este recunoscută ca o Slujitoare a lui Dumnezeu. Cazul ei de beatificare a fost inițiat de Arhiepiscopia Kaunas în 2000. 

## Biografie
Spirgevičiūtė s-a născut la Kaunas într-o familie de muncitori lituanieni. Era cea mai în vârstă dintre cei trei copii. A urmat diferite școli din Kaunas, inclusiv o școală primară a Societății Saulė și o sală de gimnaziu a Surorilor Sfântului Casimir. În anii de școală, a ținut un jurnal în perioada 2 octombrie 1940 - 2 iunie 1942, care reflecta viața ei obișnuită de zi cu zi și legătura sa cu Dumnezeu. A absolvit în 1943 și a vrut să studieze medicina la Universitatea Vytautas Magnus, dar universitatea a fost închisă de autoritățile germane ocupante.  A urmat apoi cursuri de limba germană și franceză sperând să devină profesoară. În toamna anului 1943, a primit o misiune didactică la Jonava, dar a decis să rămână acasă din cauza războiului în desfășurare.
În jurul orei 10 seara, la 3 ianuarie 1944, patru bărbați au intrat în casa familiei Spirgevičiūtė, afirmând că sunt ofițeri de poliție. Aceștia erau partizani sovietici și au cerut să li se ofere mâncare și au început să bea din votca pe care au adus-o. Au furat toate obiectele de valoare pe care le-au găsit și au început să hărțuiască sexual femeile din casă. Stasė Žukaitė, mătușa și vecina lui Spirgevičiūtė născută în 1916, a auzit zgomotul și a venit să cerceteze. Când a încercat să fugă pentru a căuta ajutor, a fost împușcată mortal. Bărbații au violat-o pe mama Elenei Spirgevičiūtė și au amenințat-o pe Elena Spirgevičiūtė să nu se mai împotrivească avansurilor lor. Cu toate acestea, ea a refuzat ferm. Se pare că ultimele ei cuvinte către familia ei au fost „Numai eu voi muri, veți trăi” (Mirsiu tik aš, jūs gyvensite). A fost împușcată în ochiul drept. Întrucât mâna ei dreaptă a fost zgâriată de glonț, se crede că ea și-a făcut semnul crucii.
Crimele au atras atenția publicului. La înmormântare au participat o mulțime de oameni; un necrolog al celor două femei a fost publicat în cotidianul Ateitis din Kaunas. Au fost înmormântate în vechiul cimitir din orașul Kaunas. Când cimitirul a fost transformat în Parcul Ramybė⁠(lt)[traduceți], rămășițele au fost mutate și îngropate în cimitirul Eiguliai.

## Ancheta sovietică
În iulie 1958, la cea de-a 40-a aniversare a Comsomolului, trei membri ai Comsomolului din Kaunas au fost recunoscuți postum ca Eroi ai Uniunii Sovietice, cel mai înalt premiu militar din Uniunea Sovietică. Printre ei s-a aflat Alfonsas Čeponis⁠(ru)[traduceți], un partizan sovietic ucis de Gestapo la 24 ianuarie 1944. Mama Elenei Spirgevičiūtė a trimis o plângere către Comitetul Central al Partidului Comunist al Uniunii Sovietice, în care a protestat împotriva acordării acestui titlu, deoarece Čeponis a fost unul din cei patru bărbați care au violat și i-au ucis fiica și sora. Plângerea a fost investigată de Comitetul Central al Partidului Comunist din Lituania.
Anchetatorii au recunoscut că Čeponis, un membru al grupului de partizani Moarte pentru ocupanți, a participat în acest incident. Ceilalți participanți au fost Fedor Semenovici Țabizov (nume de cod Iurka), Mihail Nikolaevici Lukianov (numele de cod Mișka) și un partizan necunoscut cunoscut doar după numele său de cod Grișka (toți au fost uciși în timpul războiului). În timp ce ancheta a descoperit „încălcări ocazionale ale disciplinei partizanilor”, „operațiunea” a fost justificată ca o necesitate de război pentru a asigura aprovizionarea cu alimente. Uciderea Elenei Spirgevičiūtė și a mătușii ei Žukaitė, ambele atribuite lui Grișka, au fost justificate „datorită legăturilor lor cu poliția” și „ca act de autoapărare”.

## Moștenire
Preotul Pranas Račiūnas s-a interesat de viața Elenei Spirgevičiūtė, a strâns informații despre ea și a făcut mai multe copii după jurnalul ei. Cu toate acestea, a fost arestat de Ministerul Securității Statului Sovietic în 1949 și condamnat la 25 de ani la Gulag. În 1977,  publicația ilegală Cronica Bisericii Catolice din Lituania a menționat-o pe Spirgevičiūtė ca martir. În 1984, la 40 de ani de la moartea ei, preotul Krizantas Juknevičius a început să strângă date pentru beatificarea ei. După ce Lituania și-a recăpătat independența în 1990, a devenit posibilă comemorarea publică a Elenei Spirgevičiūtė. În 1990, Juknevičius a dezvelit o placă memorială cu inscripția Mai bine să mori, decât să păcătuiești (Geriau mirti, bet nenusidėti) la Biserica Sfântul Anton din Padova din Kaunas. În 1992, fratele ei a publicat o carte Mirtis atėjo iš Muravos (Moartea vine din Murava) despre Spirgevičiūtė și uciderea ei. În octombrie 1998, fratele ei a ridicat o statuie a unui înger în apropierea locului unde a fost ucisă Spirgevičiūtė.
Congregația pentru Cauzele Sfinților (în latină Congregatio de Causis Sanctorum) a emis decretul nihil obstat (fără obiecții) pentru procesul de beatificare, la 22 octombrie 1999. În ianuarie 2000, Arhiepiscopia Kaunas, sub conducerea arhiepiscopului Sigitas Tamkevičius, i-a deschis oficial dosarul de beatificare.

## Galerie de imagini

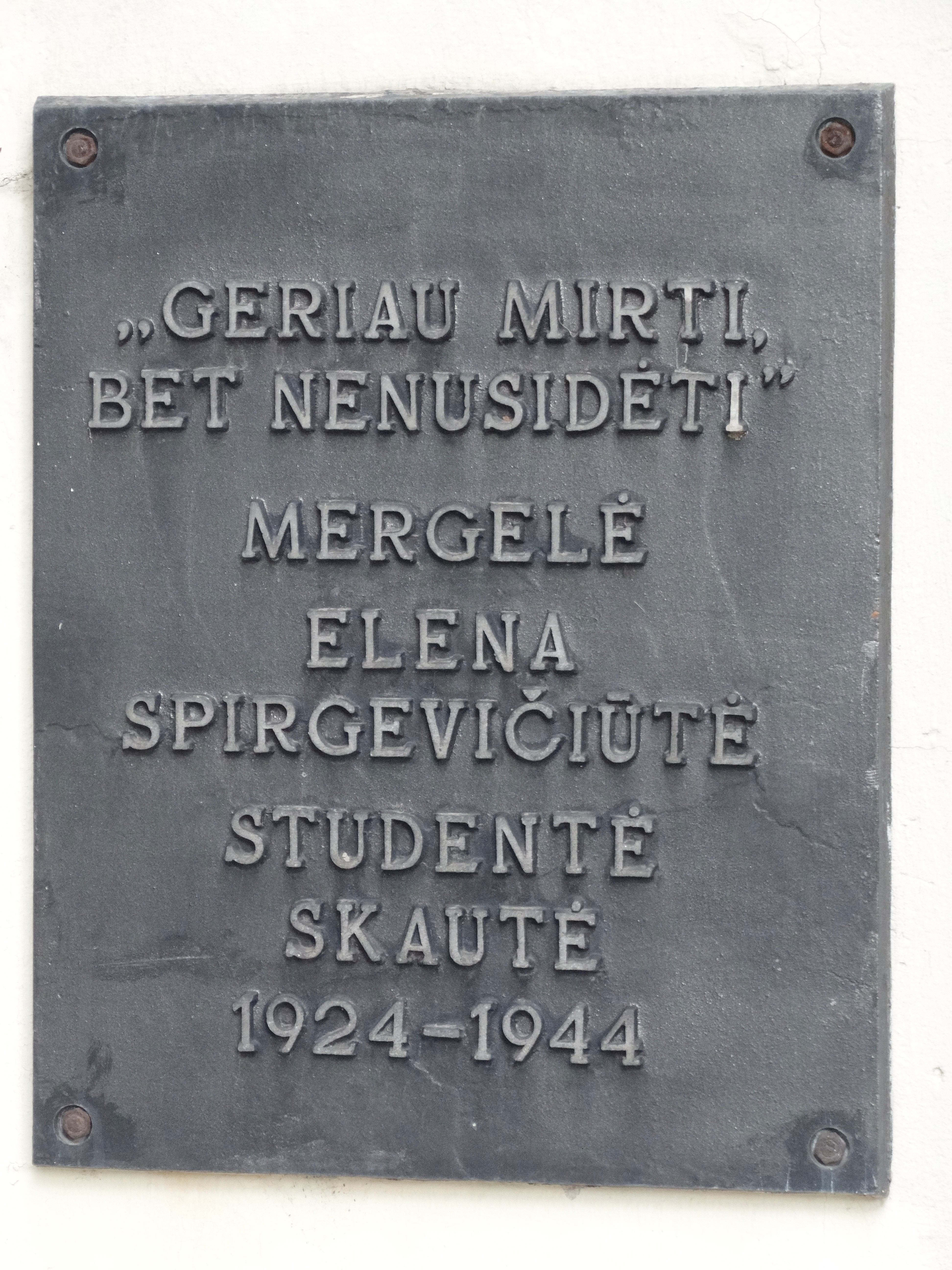
Placă memorială cu inscripția Mai bine să mori, decât să păcătuiești de la Biserica Sfântul Anton din Padova din Kaunas